# Max Hopp (Dartspieler)
Max Stefan Hopp (* 20. August 1996 in Wiesbaden) ist ein deutscher Dartspieler. In der Öffentlichkeit und in den Medien ist er auch als „Maximiser“ bekannt. Er ist der erste deutsche Spieler, der ein Turnier der PDC Pro Tour gewinnen konnte.

## Karriere
Max Hopp gewann bereits mit 13 Jahren sein erstes großes Jugendturnier und konnte sich dadurch für größere und internationale Turniere qualifizieren. Beim WDF World Cup 2011 in Castlebar machte Hopp erstmals auf sich aufmerksam. Er erreichte im Einzel und im Mixed jeweils den zweiten Platz. Bei der WDF-Jugend-Europameisterschaft 2012 in Antwerpen gewann er seinen ersten Europameistertitel.
Bei der Weltmeisterschaft 2013 des Weltdartverbands PDC, die 2012 startete, nahm Hopp zum ersten Mal teil. Hopp qualifizierte sich durch den Gewinn des „Central European Qualifier“ 2012 in Bielefeld. Er war damit der zweitjüngste Dartspieler, der an einer PDC-Weltmeisterschaft teilnahm. Hier schied er in der 1. Runde mit 2:3 nach Sets gegen den Engländer Denis Ovens aus, nachdem er zuvor sein Vorrundenmatch gegen Charl Pietersen aus Südafrika mit 4:1 nach Legs gewonnen hatte.
Durch seine gute Platzierung in der „European Order of Merit“ bekam Hopp auch im Jahr darauf einen Platz für die PDC-Weltmeisterschaft; jedoch verlor er erneut in Runde 1 mit 1:3 nach Sets, diesmal gegen den Schotten Robert Thornton.
Auch bei der PDC-Weltmeisterschaft 2015 trat er an. In der ersten Runde traf er auf den Engländer Mervyn King, gegen den Hopp zehnmal die Höchstpunktzahl von 180 Punkten warf und nach Sätzen 3:2 gewann (das entscheidende Leg beendete er mit einem 161er Bull-Finish). In der zweiten Runde traf er auf den Niederländer Vincent van der Voort, verlor jedoch nach Sätzen deutlich mit 0:4.
Durch das Erreichen der zweiten Runde stieg er auf Platz 62 in der PDC Order of Merit, seine bis dahin höchste Platzierung in der Weltrangliste der PDC.
Bei den UK Open 2015 verlor Hopp in Runde 3 knapp mit 7:9 gegen den Belgier Kim Huybrechts.
2015 trat er zusammen mit Jyhan Artut beim World Cup of Darts an. Nach Siegen über Indien und Österreich erreichten sie das Viertelfinale. Dort unterlagen sie England mit 0:2.
Eine Woche später erzielte Hopp beim Host Nation Qualifier für die International Darts Open in Riesa den ersten 9-Darter seiner Karriere.
Im Juli 2015 erreichte er Platz 50 in der Weltrangliste. Er zog damit an Jyhan Artut vorbei und war damit der höchstplatzierte Deutsche. Am 19. Oktober gelang es ihm, in Wigan bei der U23-Jugendweltmeisterschaft der PDC in das Finale einzuziehen, das er am 29. November im Rahmen der Players Championship Finals gegen Nathan Aspinall mit 6:5 gewann und sich damit zum ersten Mal zum World Youth Champion krönen durfte. Hopp war zu diesem Zeitpunkt der jüngste Spieler aller Zeiten, der diesen Titel innehatte.
Beim European Darts Matchplay 2016 in Hamburg zog Hopp als erster Deutscher in das Viertelfinale eines Events auf der European Darts Tour ein. Dort verlor er gegen Peter Wright mit 4:6.
Bei den European Darts Championship 2016 gewann er in Runde 1 gegen Benito van de Pas, verlor aber im Achtelfinale gegen James Wade mit 3:10. Beim Grand Slam of Darts 2016 schied er in der Gruppenphase aus. Bei der PDC World Darts Championship 2017 revanchierte er sich an Vincent van der Voort für die Niederlage in der zweiten Runde zwei Jahre zuvor und gewann mit 3:1. Beim World Cup of Darts 2017 erreichte er im Team mit Martin Schindler das Viertelfinale. Aufgrund eines durchwachsenen Jahres 2017 qualifizierte sich Max Hopp erstmals seit dem Erreichen des Mindestalters von 16 Jahren nicht für die PDC World Darts Championship 2018. Als Reaktion beschloss er eine Rückkehr in die Super League. Beim German Darts Grand Prix 2018 erreichte er erstmals seit zwei Jahren das Viertelfinale eines European-Tour-Turniers. Zwei Wochen später gewann er die German Darts Open. Auf dem Weg zum Titel schlug er u. a. die Premier-League-Spieler Rob Cross (7:6), Peter Wright (6:4) und Michael Smith (8:7). Er qualifizierte sich als erster Deutscher für das World Matchplay und den Grand Prix of Darts. In beiden Turnieren schied Hopp in der ersten Runde aus. Bei den European Darts Championships in Dortmund gelang ihm der Einzug ins Halbfinale. Dort bezwang er William O’Connor, James Wilson und Darren Webster. Damit war er der erste Deutsche, der in einem Major-Turnier in das Halbfinale einzog. Dort unterlag er dem späteren Sieger James Wade mit 9:10. Er verpasste drei Matchdarts für den Finaleinzug. Am 28. September 2018 holte er seinen zweiten Profi-Turniersieg bei der Professional Darts Corporation mit dem Sieg beim Players Championship 19 in Dublin.
Wegen seiner guten Leistungen im Jahre 2018 wurde Hopp beim PDC Annual Awards Dinner 2019 zum Young Player of the Year ernannt. Als erster Deutscher erreichte Hopp bei der PDC-Weltmeisterschaft 2019 durch einen 3:0-Sieg gegen Danny Noppert die dritte Runde. Dort unterlag er Michael van Gerwen mit 1:4.
Im Jahr 2019 wollte er natürlich an seine starke Leistungen aus dem letzten Jahr anknüpfen. Bei den UK Open erreichte er die Runde der letzten 32. Durch den Ausfall von Gary Anderson durfte er als Contender in der Premier League spielen, unterlag aber in Berlin mit 3:7 gegen Raymond van Barneveld. Beim European Darts Grand Prix erreichte Hopp das Halbfinale und vergab dort zwei Matchdarts gegen Simon Whitlock. Erneut qualifizierte er sich für das World Matchplay, dort besiegte er Dave Chisnall in der Verlängerung, verlor dann aber in der zweiten Runde gegen Michael Smith, ebenfalls in der Verlängerung. Auch für den World Grand Prix qualifizierte Hopp sich wieder, dort schied er gegen Peter Wright in der ersten Runde aus. Bei der PDC-Weltmeisterschaft 2020 gewann er gegen Benito van de Pas in Runde 2. In der dritten Runde schied er nach einem 2:4 gegen Darius Labanauskas aus dem Turnier aus.
Im Jahr 2020 musste Hopp sein Preisgeld aus der Order of Merit von 2018 verteidigen, in der er mittlerweile auf Weltranglistenplatz Nummer 23 stand. Allerdings musste er aufgrund eines Pfeifferschen Drüsenfiebers die UK Open absagen. Danach folgten viele Erst- und Zweitrunden-Niederlagen. Bei der European Tour in Riesa zog er ins Achtelfinale ein. Bei den European Darts Championship vergab er zwei Matchdarts für Runde zwei gegen Jonny Clayton und verpasste damit die zweite Runde. Beim Players Championship Nr. 30 im Jahr 2019 warf Max Hopp mit 119,2 Punkten den höchsten Average eines deutschen PDC-Spielers. Beim World Cup of Darts gelang ihm, mit neuem Teampartner Gabriel Clemens, der Sprung ins Halbfinale. Im Viertelfinale bezwangen sie die Niederlande. Im Halbfinale unterlagen sie den Walisern und späteren Siegern Gerwyn Price und Jonny Clayton. Bei der PDC-Weltmeisterschaft 2021 war Hopp nicht mehr gesetzt und musste deswegen in der ersten Runde spielen. Dort gewann er gegen Gordon Mathers mit 3:0. In der zweiten Runde verlor er gegen Mervyn King mit 1:3.
Nach wiederholt schwachen Leistungen musste Hopp Ende 2022 seine Tour Card abgeben. Somit nahm er an der Q-School 2023 teil, wobei er in der Final Stage starten durfte. Dabei erspielte er sich jedoch nur vier Punkte für die Rangliste, was nicht reichte, um sich die Tour Card zurückzuerspielen. Somit musste Hopp ab sofort bei den Turnieren der PDC Challenge Tour antreten. Er erreichte hierbei dreimal das Achtelfinale und beendete die Saison auf Rang 60 der Challenge Tour Order of Merit. Er nahm außerdem wieder an der PDC Europe Super League teil und spielte sich mit acht Siegen aus zehn Spielen durch die Gruppenphase. Im Achtelfinale schied er dann aber gegen Kai Gotthardt mit 3:6 aus.
Somit nahm Hopp auch 2024 wieder an der Q-School teil, wo er am dritten Tag auf direktem Wege die Final Stage erreichte, schied dort jedoch bereits im ersten Spiel gegen Rusty-Jake Rodriguez aus. Erst am letzten Tag konnte er einen Sieg erringen, der jedoch klar nicht für die Tourkarte reichte. Hopp spielte daraufhin wie im Vorjahr die Turniere der PDC Challenge Tour mit, wo er dreimal das Achtelfinale erreichte. Außerdem qualifizierte er sich über einen Host Nation Qualifier für die German Darts Championship.
Hopp gewann bei der Q-School 2025 eine Tour Card.
Synergie Personal Deutschland GmbH ist offizieller Sponsor von Max Hopp.

## Weltmeisterschaftsresultate

### PDC-Jugend
- 2012: 2. Runde (0:5-Niederlage gegen  Sam Hill)
- 2013: Achtelfinale (3:6-Niederlage gegen  Sam Hamilton)
- 2014: 1. Runde (5:6-Niederlage gegen  Ryan de Vreede)
- 2015: Sieger (6:5-Sieg gegen  Nathan Aspinall)
- 2016: 2. Runde (5:6-Niederlage gegen  Martin Schindler)
- 2017: Achtelfinale (2:6-Niederlage gegen  Kenny Neyens)
- 2019: 2. Runde (4:6-Niederlage gegen  Adam Gawlas)

### PDC
- 2013: 1. Runde (2:3-Niederlage gegen  Denis Ovens)
- 2014: 1. Runde (1:3-Niederlage gegen  Robert Thornton)
- 2015: 2. Runde (0:4-Niederlage gegen  Vincent van der Voort)
- 2016: 1. Runde (1:3-Niederlage gegen  Benito van de Pas)
- 2017: 2. Runde (0:4-Niederlage gegen  Kim Huybrechts)
- 2019: 3. Runde (1:4-Niederlage gegen  Michael van Gerwen)
- 2020: 3. Runde (2:4-Niederlage gegen  Darius Labanauskas)
- 2021: 2. Runde (1:3-Niederlage gegen  Mervyn King)

## Turnierergebnisse
| Turnier                                    | 2013               | 2014               | 2015               | 2016               | 2017               | 2018               | 2019               | 2020               | 2021               | 2022               | ......             | 2025               |
| ------------------------------------------ | ------------------ | ------------------ | ------------------ | ------------------ | ------------------ | ------------------ | ------------------ | ------------------ | ------------------ | ------------------ | ------------------ | ------------------ |
| PDC-Ranking-Turniere                       |                    |                    |                    |                    |                    |                    |                    |                    |                    |                    |                    |                    |
| Weltmeisterschaft                          | 1R                 | 1R                 | 2R                 | 1R                 | 2R                 | n/q                | 3R                 | 3R                 | 2R                 | nicht qualifiziert | nicht qualifiziert | nicht qualifiziert |
| World Masters                              | nicht ausgetragen  | nicht ausgetragen  | nicht ausgetragen  | nicht ausgetragen  | nicht ausgetragen  | nicht ausgetragen  | nicht ausgetragen  | nicht ausgetragen  | nicht ausgetragen  | nicht ausgetragen  | nicht ausgetragen  | VR                 |
| UK Open                                    | n/q                | n/q                | 3R                 | nicht qualifiziert | nicht qualifiziert | nicht qualifiziert | 5R                 | n/t                | 5R                 | 3R                 | n/q                | 1R                 |
| World Matchplay                            | nicht qualifiziert | nicht qualifiziert | nicht qualifiziert | nicht qualifiziert | nicht qualifiziert | 1R                 | AF                 | nicht qualifiziert | nicht qualifiziert | nicht qualifiziert | nicht qualifiziert | nicht qualifiziert |
| World Grand Prix                           | nicht qualifiziert | nicht qualifiziert | nicht qualifiziert | nicht qualifiziert | nicht qualifiziert | 1R                 | 1R                 | nicht qualifiziert | nicht qualifiziert | nicht qualifiziert | nicht qualifiziert |                    |
| Grand Slam of Darts                        | nicht qualifiziert | nicht qualifiziert | nicht qualifiziert | GP                 | n/q                | GP                 | nicht qualifiziert | nicht qualifiziert | nicht qualifiziert | nicht qualifiziert | nicht qualifiziert |                    |
| European Championship                      | 1R                 | n/q                | 1R                 | AF                 | n/q                | HF                 | n/q                | 1R                 | nicht qualifiziert | nicht qualifiziert | nicht qualifiziert |                    |
| Players Championship Finals                | nicht qualifiziert | nicht qualifiziert | nicht qualifiziert | nicht qualifiziert | nicht qualifiziert | 2R                 | 2R                 | nicht qualifiziert | nicht qualifiziert | nicht qualifiziert | nicht qualifiziert |                    |
| PDC-Turniere ohne Einfluss auf das Ranking |                    |                    |                    |                    |                    |                    |                    |                    |                    |                    |                    |                    |
| World Cup of Darts                         | n/t                | n/t                | VF                 | 1R                 | VF                 | VF                 | AF                 | HF                 | VF                 | n/t                | n/t                | n/t                |
| World Series of Darts Finals               | n/a                | n/a                | AF                 | 1R                 | AF                 | 1R                 | nicht qualifiziert | nicht qualifiziert | nicht qualifiziert | nicht qualifiziert | nicht qualifiziert |                    |
| Karrierestatistiken                        |                    |                    |                    |                    |                    |                    |                    |                    |                    |                    |                    |                    |
| Jahresendplatzierung                       | 96                 | 95                 | 45                 | 38                 | 45                 | 32                 | 24                 | 40                 | 47                 | 75                 | 159                |                    |

| Legende zu den Turnierergebnissen | Legende zu den Turnierergebnissen | Legende zu den Turnierergebnissen | Legende zu den Turnierergebnissen | Legende zu den Turnierergebnissen | Legende zu den Turnierergebnissen | Legende zu den Turnierergebnissen | Legende zu den Turnierergebnissen | Legende zu den Turnierergebnissen | Legende zu den Turnierergebnissen |
| --------------------------------- | --------------------------------- | --------------------------------- | --------------------------------- | --------------------------------- | --------------------------------- | --------------------------------- | --------------------------------- | --------------------------------- | --------------------------------- |
| n/t                               | nicht teilgenommen                | n/q                               | nicht qualifiziert                | n/a                               | nicht ausgetragen                 | #R                                | Aus in jeweiliger Runde           | GP                                | Aus in der Gruppenphase           |
| AF                                | Achtelfinalist                    | VF                                | Viertelfinalist                   | HF                                | Halbfinalist                      | F                                 | Turnierfinalist                   | S                                 | Turniersieger                     |

## Titel

### PDC
- Pro Tour
  - Players Championships
    - Players Championships 2018: 19

  - European Darts Tour
    - European Darts Tour 2018: (1) German Darts Open

- Secondary Tour Events
  - PDC Development Tour
    - PDC Development Tour 2016: 5
- Junioren
  - Sieger der PDC World Youth Championship 2015

### WDF
- Open-Turniere
  - WDF Dortmund Open: (1) 2010
  - WDF Italian Grand Masters: (1) 2012
  - WDF Open Darts Vienna: (1) 2012
  - German Darts Open: (1) 2018
- Jugend
  - WDF Europe Cup: (1) 2012
  - Deutscher Meister: (2) 2011, 2012

### Sonstige
- Die Promi-Darts-WM: (1) 2019
- Promi Darts Masters Chemnitz: (1) 2025

## Veröffentlichungen
- Von 0 auf 180 – Eine Dartskarriere in Deutschland Titus Verlag, Wiesbaden 2021, ISBN 978-3-949695-00-1. (verfasst von Sascha Ehlert)